# Бытие и сущность
Бытие́ и су́щность (фр. L’être et l’essence) — философский трактат, написанный французским философом Этьеном Жильсоном (1948) и посвящённый проблемам онтологии. Композиционно состоит из 10 глав, раскрывающих онтологию в её истории от Парменида до философии экзистенциализма. Содержательно трактат исследует историю взаимоотношения сущности и существования, где особое внимание уделено экзистенциальному прочтению Фомы Аквинского. Различие существования и сущности позволяет избежать главной метафизической ошибки — сведения бытия к сущности. Заслуга Аристотеля заключается в том, что он первым начал мыслить бытие как акт, то есть существование.

## Оглавление
- Бытие и Единое (о Пармениде и платониках). Жильсон возводит историю онтологии к Пармениду и утверждает, что тот брал бытие не абстрактно, а конкретно. Тем не менее, он противопоставил бытие существованию. Платон в этом вопросе следовал Пармениду. Платон помимо бытия открывает сущность (греч. ουσία, часто переводимая как фр. essence).
- Сущее и субстанция (об аристотелизме). Сущность (греч. ουσία) Аристотеля переводят то как essence, то как substance и означает "то, что имеет в самом себе источник собственного существования". Эта сущность противопоставляется акциденциям. Жильсон отмечает "фундаментальную двойственность онтологии Аристотеля", которая то следует традиции Платона, то проявляет необычайный интерес к конкретным вещам. Эта двойственность спровоцировала спор об универсалиях между реалистами и номиналистами Средневековья.
- Сущее и существование (о томизме: различение сущности и существования в рамках бытия)
- Сущность против существования (продолжение томизма)
- У истоков онтологии (о метафизике Нового Времени). Если метафизика была наукой о сущем, которая включала в себя как сущность, так и существование, то появившаяся в XVII веке онтология стала наукой о сущем взятом абстрактно.
- Нейтрализация существования (о Канте)
- Дедукция существования (о Гегеле)
- Существование против философии (о Кьеркегоре)
- Познание существования (о Бергсоне)
- Существование и философия (об экзистенциализме)

## Цитаты
- Все существующее обладает сущностью, в силу которой оно есть то, что оно есть (402)
- Декарт - ученик учеников Суареса (426)
- Гегелевское Dasein - не существование (457)